# Robert Finley (musicien)
Pour les articles homonymes, voir Finley et Robert Finley.
Robert Finley (né le 13 février 1954 en Louisiane) est un auteur-compositeur-interprète et guitariste américain de blues et de soul. Après plusieurs décennies de carrière semi-professionnelles et de périodes loin de la musique, Finley a fait un retour en 2016 et a sorti la même année son premier album, Age Don't Mean a Thing, qui a été accueilli positivement par la critique.

## Biographie
Robert Finley est né et a grandi à Bernice, en Louisiane. Il commence à l'âge de 11 ans à pratiquer la guitare qu'il avait achetée dans un charity store. La musique gospel joue un rôle important dans son développement musical : « Je suis toujours allé dans des groupes de quatuor gospel et j'ai toujours pris place au premier rang, je regardais juste leurs doigts », se souvient Finley dans une interview. En 1970, il rejoint l'armée américaine, à l'origine pour servir comme technicien d'hélicoptère en Allemagne. Cependant, à son arrivée, Finley rejoint l'orchestre de l'armée à la recherche d'un guitariste. Il voyage avec le groupe à travers l'Europe jusqu'à sa radiation.
À son retour en Louisiane, Finley travaille comme artiste de rue, chef du groupe de gospel Brother Finley and the Gospel Sisters, et comme menuisier. Devenant aveugle à cause d'un glaucome, il est contraint de se retirer de la menuiserie. En 2015, Music Maker Relief Foundation, une organisation à but non lucratif qui soutient les musiciens de blues vieillissants, découvre Finley alors agé de 62 ans, jouant dans les rues d'Helena dans l'Arkansas. Avec leur aide, Finley fait son retour musical, en étant en vedette de tournées organisées avec des artistes tels que Robert Lee Coleman et Alabama Slim,.
Finley sort son premier album, Age Don't Mean a Thing, le 30 septembre 2016 chez Big Legal Mess Records. Bien que Finley soit surtout considéré comme un bluesman, son producteur de disques Bruce Watson s'appuie sur plusieurs de ses compositions soul. Avec des crédits de production de Watson et Jimbo Mathus, Finley se rend à Memphis pour enregistrer l'album avec des membres des Bo-Keys. Il a écrit tous les morceaux sauf deux, mis en évidence par une chanson titre autobiographique, sur Age Don't Mean a Thing, évoquant les influences de Booker T. et des MG, James Brown et BB King,. Les journalistes musicaux ont été très réceptifs au come back et à l'album de Finley, en particulier à sa vision revitalisante de la southern soul.
Après Age Don't Mean a Thing, Finley s'associe avec Dan Auerbach des Black Keys. Auerbach et Finley sortent une bande originale pour le roman graphique, Murder Ballads, publié par z2 Comics. Peu de temps après la sortie de la bande originale de Murder Ballads, Billboard annonce que Finley sortira un album complet produit et co-écrit par Auerbach. L'album Goin' Platinum! sort sur Easy Eye Sound (Nonesuch Records) le 8 décembre 2017. L'année suivante, Finley rejoint la tournée Easy Eye Sound Revue d'Auerbach.
En 2019, est annoncé via les réseaux sociaux que Finley est candidat à la quatorzième saison d'America's Got Talent. AGT publie un aperçu où Finley chante une chanson originale, intitulée Get It While You Can. Il est éliminé en demi-finale. En 2021, Finley annonce l'album Sharecropper's Son, qui sort le 21 mai 2021 sur Easy Eye Sound. L'album est de nature autobiographique et se concentre sur l'éducation de Finley  en Louisiane. L'album est produit par Dan Auerbach.

## Discographie
- 2016 : Age Don't Mean A Thing (Big Legal Mess Records)
- 2017 : Goin' Platinum! (Easy Eye Sound)
- 2021 : Sharecropper's Son (Easy Eye Sound)
- 2023 : Black Bayou (Easy Eye Sound)